# Artur Iosifovič Vojteckij
Artur Iosifovič Vojteckij (Vinnycja, 23 ottobre 1928 – Kiev, 22 maggio 1993) è stato un regista sovietico.

## Biografia
Nacque il 23 ottobre 1928 a Vinnycja, in una famiglia di origine polacca. Fu cresciuto dalla madre e dalla nonna, poiché il padre abbandonò la famiglia quando il bambino aveva due mesi. La famiglia visse la guerra a Vinnytsia, durante l'occupazione.
Dal 1948 al 1954 studiò nel dipartimento cinematografico dell'Università Nazionale di Teatro, Cinema e Televisione di Kiev I.K. Karpenko-Kary (laboratorio di Ivan Chabanenko). Durante gli anni di studi partecipò alle riprese del film Максимка.
Dal 1953 lavorò come assistente regista, per poi diventare regista presso lo Studio cinematografico Dovzhenko. Dal 1966 al 1971 fu docente al КГИТИ intitolato a I.K. Karpenko-Kary.
Nei primi tre film partecipò come secondo regista. Il suo primo lavoro autonomo fu il film Gde-to est' syn.
Dopo l'uscita nel 1967 del film Скуки ради, tratto dall'omonimo racconto di Maksim Gor'kij, che gli valse il diploma del Festival cinematografico di tutta l'Unione Sovietica "Per la migliore trasposizione cinematografica di un'opera letteraria", lo storico del cinema I.S. Kornienko osservò che il regista "aveva trovato la sua firma profondamente individuale e uno stile peculiare".
All'inizio degli anni '70, Voitetskiy cercò con insistenza di girare un film tratto dal racconto Пастух и пастушка (tr. it. Il pastore e la pastorella) di Viktor Astafiev; il copione fu scritto dallo stesso scrittore, il quale diede anche il titolo al film — Ti ricordo —, ma le discussioni intorno al racconto ostacolarono l'adattamento, e il copione fu respinto "per motivi tematici" a causa dello "spirito pacifista".

## Filmografia parziale

### Regista
- Gde-to est' syn (1962)
- Skuki radi (1967)